# Lazeric Jones
Lazeric Deleon Jones (Chicago, 11 agosto 1990) è un cestista statunitense.

## Palmarès
- Campionato ungherese: 1

Szolnoki Olaj: 2014-15
- Coppa d'Ungheria: 1

Szolnoki Olaj: 2015